# Simonsbath
Simonsbath – wieś w Anglii, w hrabstwie Somerset, w dystrykcie (unitary authority) Somerset. Leży 89 km na południowy zachód od miasta Bristol i 256 km na zachód od Londynu. Miejscowość liczy 203 mieszkańców.
W pobliżu wsi znajduje się źródła rzeki Exe.